# Trite mustilina
Trite mustilina es una especie de araña saltarina del género Trite, familia Salticidae. Fue descrita científicamente por Powell en 1873.
Habita en Nueva Zelanda.